# Rhopalothrix kusnezovi
Rhopalothrix kusnezovi é uma espécie de formiga do gênero Rhopalothrix, pertencente à subfamília Myrmicinae.